# Stephen Elliott (acteur)
Pour les articles homonymes, voir Elliott et Stephen Elliott.
Stephen Elliott est un acteur américain né le 27 novembre 1918 à New York (États-Unis), et mort le 21 mai 2005 à Woodland Hills en Californie.

## Filmographie
- 1949 : Hands of Murder (en) (série télévisée)
- 1954 : The Secret Storm (série télévisée)
- 1954 : Trois Heures pour tuer (Three Hours to Kill) d'Alfred L. Werker : Ben East
- 1949 : Captain Video and His Video Rangers (en) (série télévisée) : Dr. Pauli (1954-1955)
- 1951 : Tales of Tomorrow (série télévisée)
- 1955 : Canyon Crossroads (it) d'Alfred L. Werker : Larson
- 1957 : Street of Sinners : Bit part
- 1958 : Young Dr. Malone (série télévisée)
- 1956 : As the World Turns (série télévisée) : Dr. Jerry Stephens (1960-1962)
- 1970 : A World Apart (série télévisée) : Jack Condon (1970-1971)
- 1971 : L'Hôpital (The Hospital) : Dr. John Sundstrom
- 1973 : Pueblo (TV) : RAdm. F.L. Johnson
- 1973 : Steambath (TV) : Oldtimer
- 1974 : Un justicier dans la ville (Death Wish) : Police Commissioner
- 1974 : The Chinese Prime Minister (TV)
- 1974 : Calibre 38 (The Gun) (TV) : Art Hilliard
- 1975 : Rapport confidentiel (Report to the Commissioner) : Police Commissioner
- 1975 : Columbo : État d'esprit (A Deadly State of Mind) (série télévisée) : Carl Donner
- 1975 : Beacon Hill (série télévisée) : Benjamin Lassiter
- 1975 : L'Odyssée du Hindenburg (The Hindenburg) de Robert Wise : Capt. Fellows
- 1976 : Two Brothers (TV)
- 1976 : The November Plan (TV) : Harold Delaney
- 1976 : The Invasion of Johnson County (TV) : Colonel Van Horn
- 1976 : Executive Suite (en) (série télévisée) : Howell Rutledge
- 1977 : Young Joe, the Forgotten Kennedy (TV) : Joseph Kennedy Sr.
- 1977 : The Court-Martial of George Armstrong Custer (TV)
- 1977 : L'Homme qui valait trois milliards (The Six Million Dollar Man) (série TV) (saison 5 épisode 1) : Morgan Grayland
- 1978 : How the West Was Won (feuilleton TV) : Zachary Knight (episodes 8-10)
- 1978 : Mom and Dad Can't Hear Me (TV) : Dan Meredith
- 1978 : Sergeant Matlovich Vs. the U.S. Air Force (TV) : Mat's father
- 1978 : Overboard (TV) : Shawn
- 1978 : Betrayal (TV) : Judge Allan Myers
- 1979 : Some Kind of Miracle (TV) : Arthur Nicoff
- 1979 : The Ordeal of Patty Hearst (TV) : Randolph Hearst
- 1979 : Son-Rise: A Miracle of Love (TV) : Abe Kaufman
- 1979 : Can You Hear the Laughter? The Story of Freddie Prinze (TV) : Jonas
- 1979 : Victime (Mrs. R's Daughter) (TV) : James Karp
- 1980 : The Golden Honeymoon (TV) : Frank Hartsell
- 1978 : Dallas (feuilleton TV) : Scotty Demarest (1980, 1984-1985, 1987)
- 1981 : La Blessure (Cutter's Way) : J. J. Cord
- 1981 : Arthur : Burt Johnson
- 1981 : Winston Churchill ("Winston Churchill: The Wilderness Years") (feuilleton TV) : William Randolph Hearst
- 1981 : Jacqueline Bouvier Kennedy (en) (TV) : Joseph P. Kennedy
- 1981 : Falcon Crest (feuilleton TV) : Douglas Channing (1981-1982)
- 1982 : My Body, My Child (TV) : Dr. Gallagher
- 1982 : Not in Front of the Children (TV) : Reverend John Carruthers
- 1982 : Kiss Me Goodbye : Edgar
- 1982 : La Petite Maison dans la prairie (The House on the Prairie) (série télévisée) saison 9, épisode 9 (Les bâtisseurs d'empire (The Empire Builders) ) : Hollingsworth
- 1983 : Prototype humain (Prototype) (TV) : Dr. Arthur Jarrett
- 1984 : Roadhouse 66 : Sam
- 1984 : Le Flic de Beverly Hills (Beverly Hills Cop) : Police Chief Hubbard
- 1985 : Midas Valley (TV) : Elias Markov
- 1987 : Protection rapprochée (Assassination) : Fitzroy
- 1987 : Perry Mason: The Case of the Lost Love (TV) : Elliot Moore
- 1987 : Walk Like a Man : Walter Welmont
- 1988 : Trial and Error (en) (série télévisée) : Edmund Kittle
- 1988 : Arthur 2 : Dans la dèche : Burt Johnson
- 1988 : Remo Williams (TV) : Harold W. Smith
- 1989 : Columbo : Grandes manœuvres et petits soldats (Grand Deceptions) (série télévisée) : General Padget
- 1989 : When He's Not a Stranger (en) (TV) : Attorney Foster
- 1990 : Filofax (Taking Care of Business) : Walter Bentley
- 1990 : Le Grand Tremblement de terre de Los Angeles (The Big One: The Great Los Angeles Earthquake) (TV) : Owen